# NGC 2827
NGC 2827 = IC 2460 ist eine Spiralgalaxie vom Hubble-Typ Sb im Sternbild Luchs am Nordsternhimmel. Sie ist schätzungsweise 311 Millionen Lichtjahre von der Milchstraße entfernt und hat einen Durchmesser von etwa 75.000 Lichtjahren.

Im selben Himmelsareal befinden sich u. a. die Galaxien NGC 2823, NGC 2825, NGC 2828, NGC 2830.
Das Objekt wurde am 13. März 1850 von George Johnstone Stoney entdeckt.